# Welfenplatz (Hannover)

Der Platz mit seinen Militäranlagen 1901

Der Welfenplatz (vəlfənplat͡s) in Hannover ist ein etwa 6 Hektar großes Parkgelände im Stadtteil List nahe der Fußgängerzone Lister Meile. Der Platz entstand Mitte des 19. Jahrhunderts als Militärgelände vor den Toren der Garnisonsstadt Hannover.

## Name
Der Welfenplatz ist benannt nach dem Geschlecht der Welfen, das zur Entstehungszeit des Platzes um 1860 das Königreich Hannover regierte. Schon wenige Jahre später wurden sie 1866 nach der Niederlage in der Schlacht bei Langensalza von den Preußen entthront.

## Stadtbild
Der 200 × 300 m große Welfenplatz ist heute eine grüne Oase zwischen der Celler Straße und der Straße Am Welfenplatz. Durch die Seite zur Celler Straße liegt er an einer vielbefahrenen Ausfallstraße, die nach Nord-Osten aus dem Stadtzentrum führt. Mit Rasenflächen, einem Bolzplatz, Tischtennisplatten, Bäumen, Sitzecken, einem Kinderspielplatz sowie einer Rollschuh- und Skatebahn lädt der Platz zum Spielen und Verweilen ein. Bebaut ist er mit einer Schule, einem Kindergarten, einer Tankstelle, dem Graffiti-verzierten Bunker am Welfenplatz aus dem Zweiten Weltkrieg sowie dem von Han Slawik errichteten Containerdorf für Straßenkinder mit dem von Nicolas Kiefer unterstützten "bed by night"-Projekt. Das gegenwärtige Aussehen erhielt der Platz erst nach 1945, nachdem seine militärische Nutzung beendet war. Am Welfenplatz liegt die Apostelkirche.
In der oberen Etage des Hochbunkers befindet sich seit 2012 das Fledermauszentrum Hannover, das von der AG Fledermäuse des BUND ehrenamtlich betrieben wird. Dort werden im Rahmen von Fledermausschutz-Initiativen verletzte oder kranke Fledermäuse gesund gepflegt und wieder ausgewildert.
Ein Kalkstein-Obelisk an der Ostseite des Welfenplatzes erinnert an die gefallenen Soldaten, die einst in den Kasernen stationiert waren. Sie gehörten zum Feldartillerie-Regiment von Scharnhorst (1. Hannoversches) Nr. 10, zum 6. Artillerie-Regiment der Reichswehr und zum Artillerie-Regiment 19 der Wehrmacht.
Unter dem Platz verläuft der B-Tunnel der Stadtbahn, ein Notausgang führt auf den Platz. Da die Entfernung zu den nächsten U-Bahn-Stationen Hauptbahnhof und Werderstraße relativ groß ist, bestehen seitens der Region Hannover Planungen für den Bau einer U-Bahn-Station Welfenplatz. Die Realisierung dieser Pläne ist ungewiss.

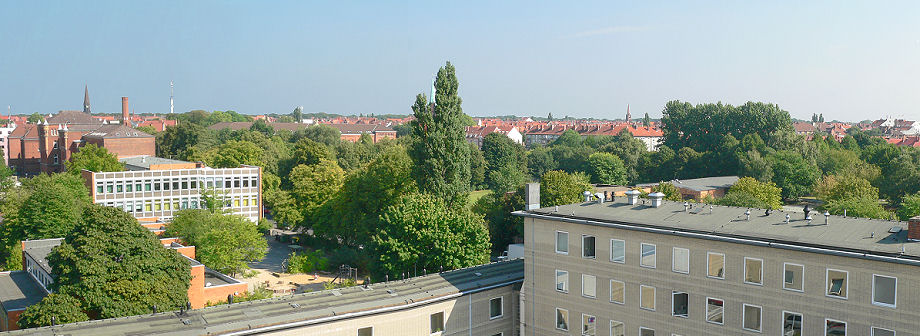
Der Welfenplatz als grüne Oase: ganz links ehemalige Kaserne (heute Polizeigebäude), davor Schulgebäude, im Vordergrund Landeskriminalamt Niedersachsen
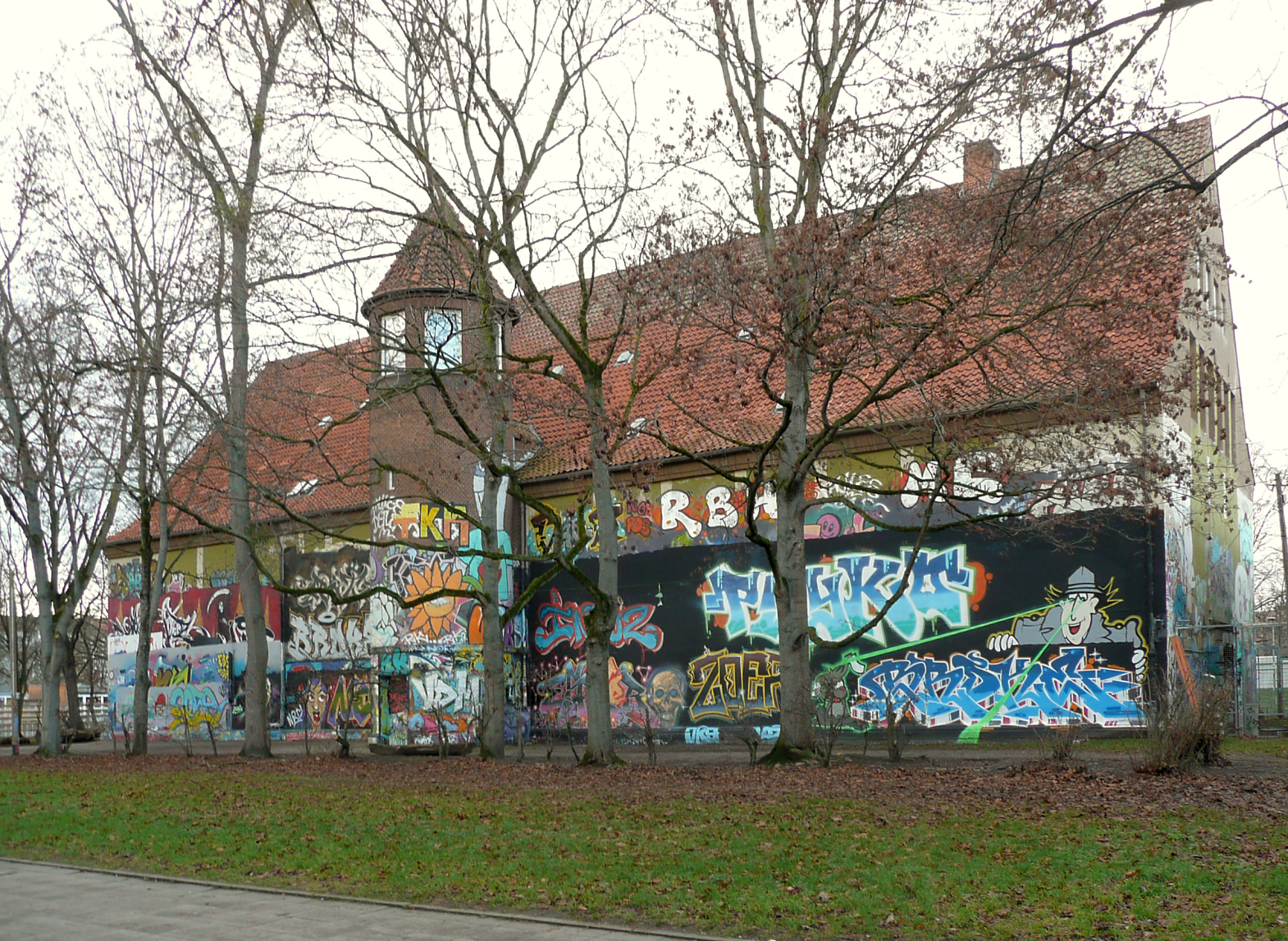
Der Bunker am Welfenplatz
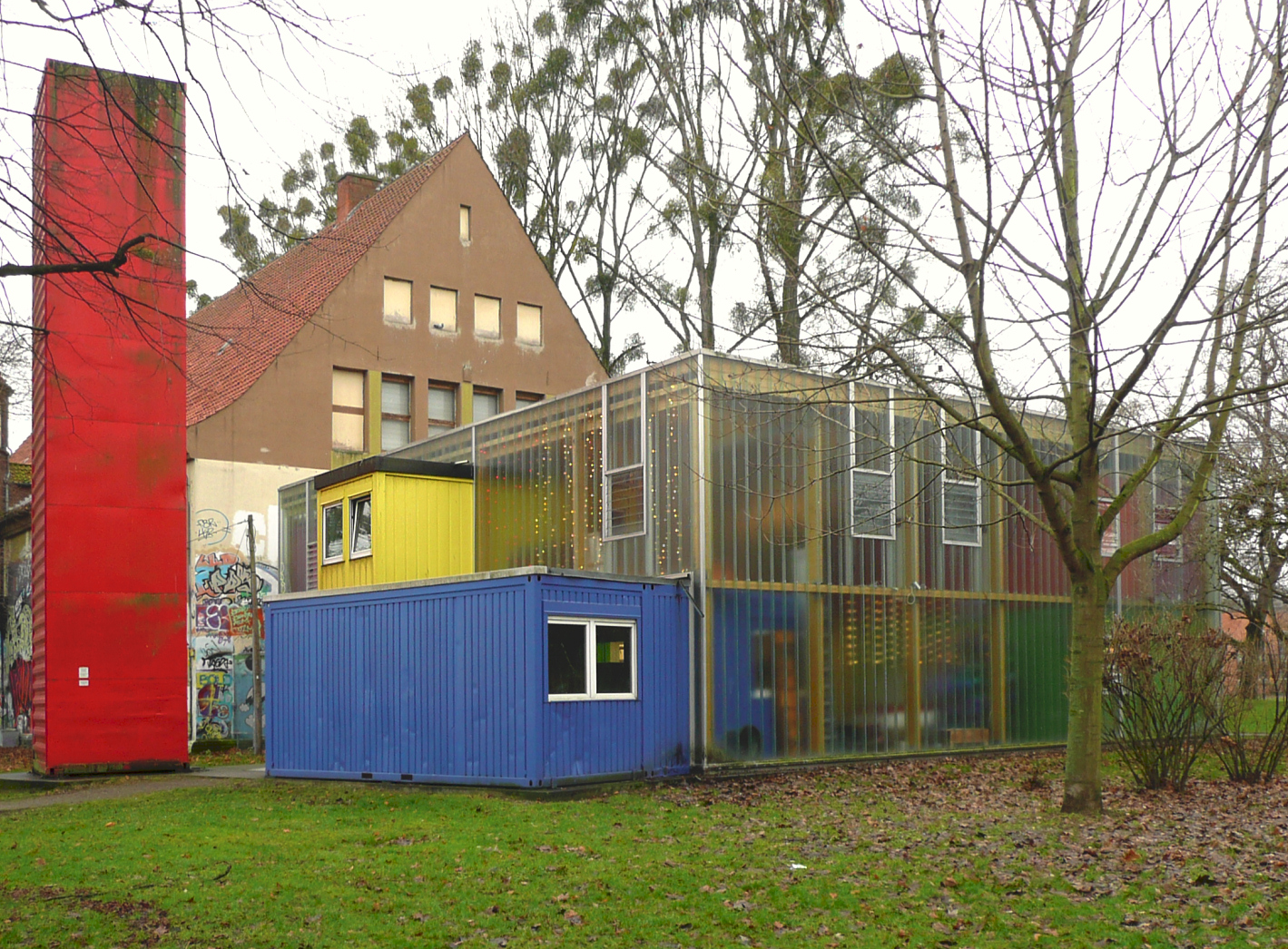
Von Han Slawik entworfenes Containerdorf für Straßenkinder neben dem Bunker

## Militärische Geschichte
Der Welfenplatz entstand im 19. Jahrhundert auf freiem Feld vor den Toren Hannovers als Exerzierplatz. Eine ähnlich militärisch bedingte Entstehungsweise ist in Hannover beim Waterlooplatz und dem Königsworther Platz der Fall. Um 1850 kaufte das Hannoversche Kriegsministerium Bauern des Dorfes List eine größere Weidefläche auf sandigem, unfruchtbarem Boden ab. 1857 begann der Bau von drei Kasernen an der Nordseite des 200 × 300 m großen Platzes für Soldaten des Königreichs Hannover. 1867 ließ der preußische Staat, der ein Jahr zuvor das Königreich Hannover übernommen hatte, an der Ostseite des Platzes zwei weitere Kasernen errichten. Alle Kasernenbauten wurden in rotem Backstein auf einem hellen Sandsteinsockel errichtet.

Bauzeichnungen der Kasernen an der Nordseite des Welfenplatz von 1857 von links nach rechts: Artilleriekaserne IV (heute: Neubau Landeskriminalamt Niedersachsen), Infanteriekaserne V (heute: Schulneubau) und Infanteriekaserne VI. Heute steht nur noch die rechte Kaserne als Polizeigebäude

Ende des 19. Jahrhunderts war der Bereich um den Welfenplatz ein Militärviertel (siehe Bild links). Seine Kasernen für Infanterie- und berittene Artillerieeinheiten beherbergten:
- 2000 Soldaten
- 500 Pferde
- 50 Feldgeschütze

Die Kasernengebäude hatten mit jeweils 100 m Straßenfront und bis zu 30 m Gebäudehöhe in der damaligen Zeit enorme Ausmaße. Für die Soldaten herrschte im Inneren drangvolle Enge, da bis zu 28 Mann in einem 40 m² großen Raum untergebracht waren. Den Pferden in den weitläufigen Stallungen stand mehr Platz zur Verfügung.
Während des Zweiten Weltkrieges entstand auf dem Welfenplatz der Bunker am Welfenplatz als Hochbunker gegen feindliche Luftangriffe. Sein schräges, ziegelgedecktes Dach war nur Attrappe, um angreifenden Bombern ein Wohngebäude vorzutäuschen.
Bei den britischen und amerikanischen Luftangriffen vom 25. sowie 28. März 1945 mit je 600 Bombern wurden die östlichen hannoverschen Stadtteile schwer getroffen. Drei der fünf Kasernen am Welfenplatz wurden so stark beschädigt, dass nur ein Abriss infrage kam.

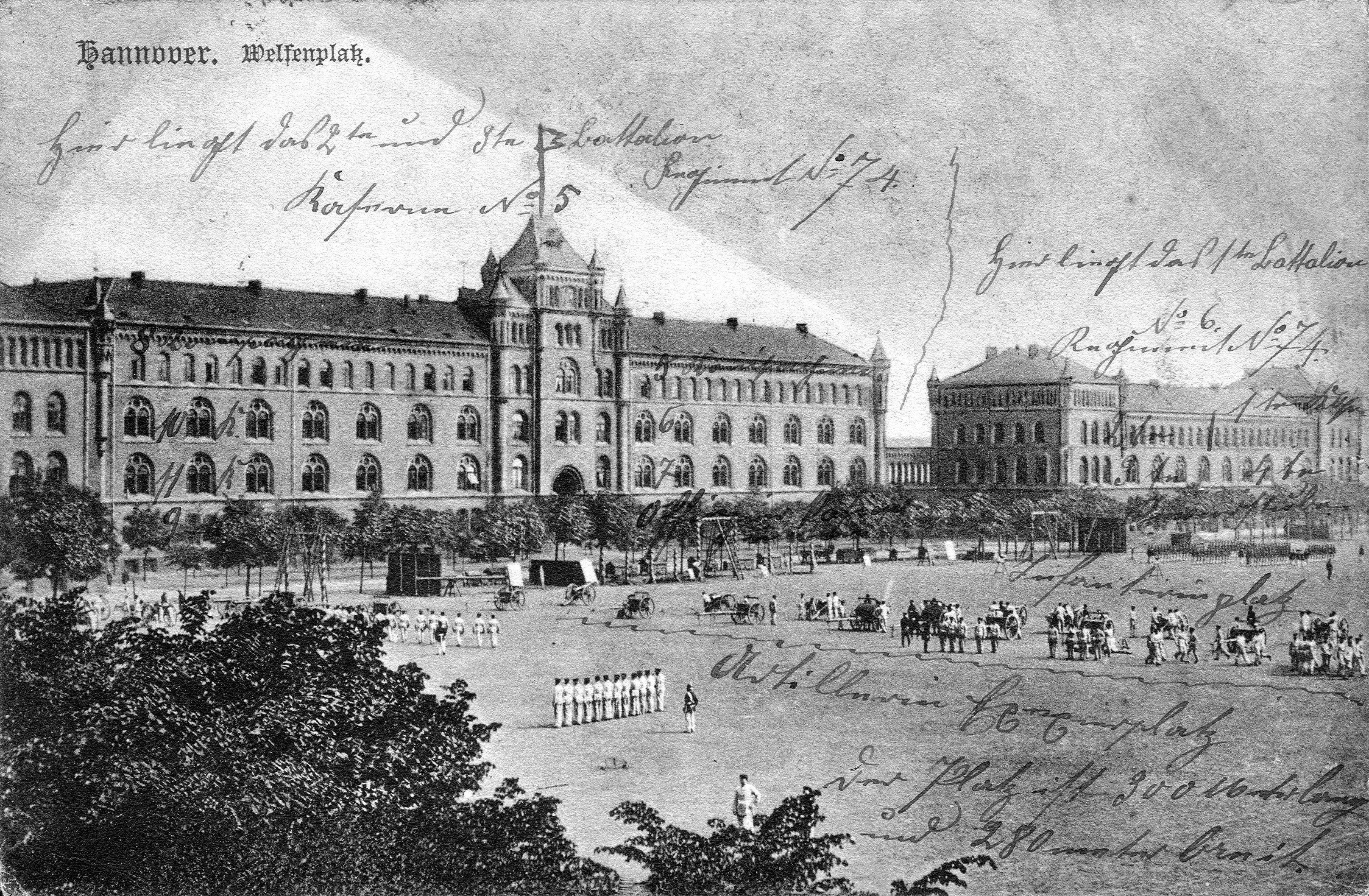
Soldaten des 1. Hannoverschen Infanterie-Regiments Nr. 74 exerzieren auf dem Platz um 1898
Feldgeschütze vor der Artilleriekaserne XI an der Ostseite des Platzes
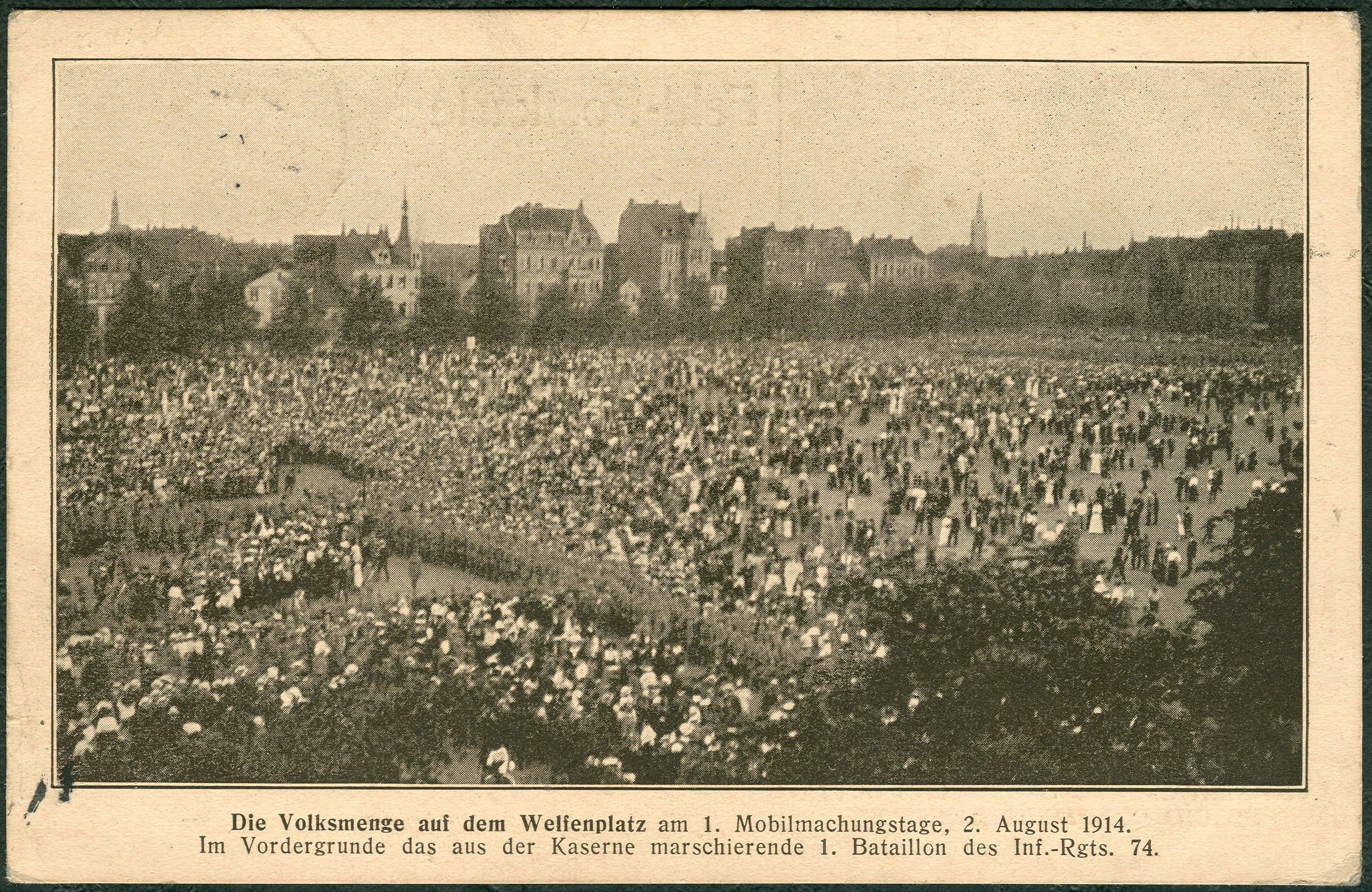
Ausmarsch des Infanterie-Regiments 74 am Mobilmachungstag am 2. August 1914 durch „die Volksmenge auf dem Welfenplatz [...]“
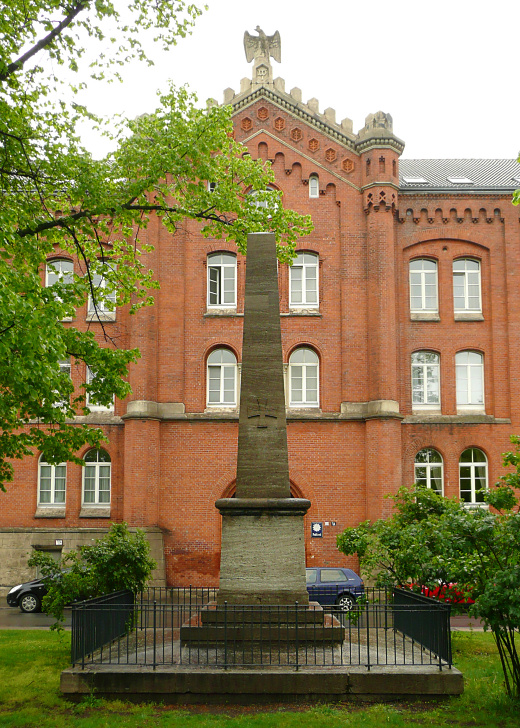
Denkmalgeschütztes Kriegerdenkmal vor einem verbliebenen Kasernengebäude für die gefallenen Soldaten, die hier stationiert waren

## Polizeieinrichtungen
Nach dem Zweiten Weltkrieg nutzte die niedersächsische Polizei die früheren Kasernenflächen. In der weitgehend unbeschädigt gebliebenen Kaserne (Infanteriekaserne VI) an der Nordseite des Platzes befindet sich der Sitz der Polizeiinspektion Hannover der Polizeidirektion Hannover. In den Stallungen der intakt gebliebenen Artilleriekaserne XI an der Ostseite residiert seither die Reiter- und Diensthundeführerstaffel Hannover. Auf den Trümmergrundstücken der zerstörten Kasernen entstanden als Neubauten eine Schule und das Landeskriminalamt Niedersachsen.

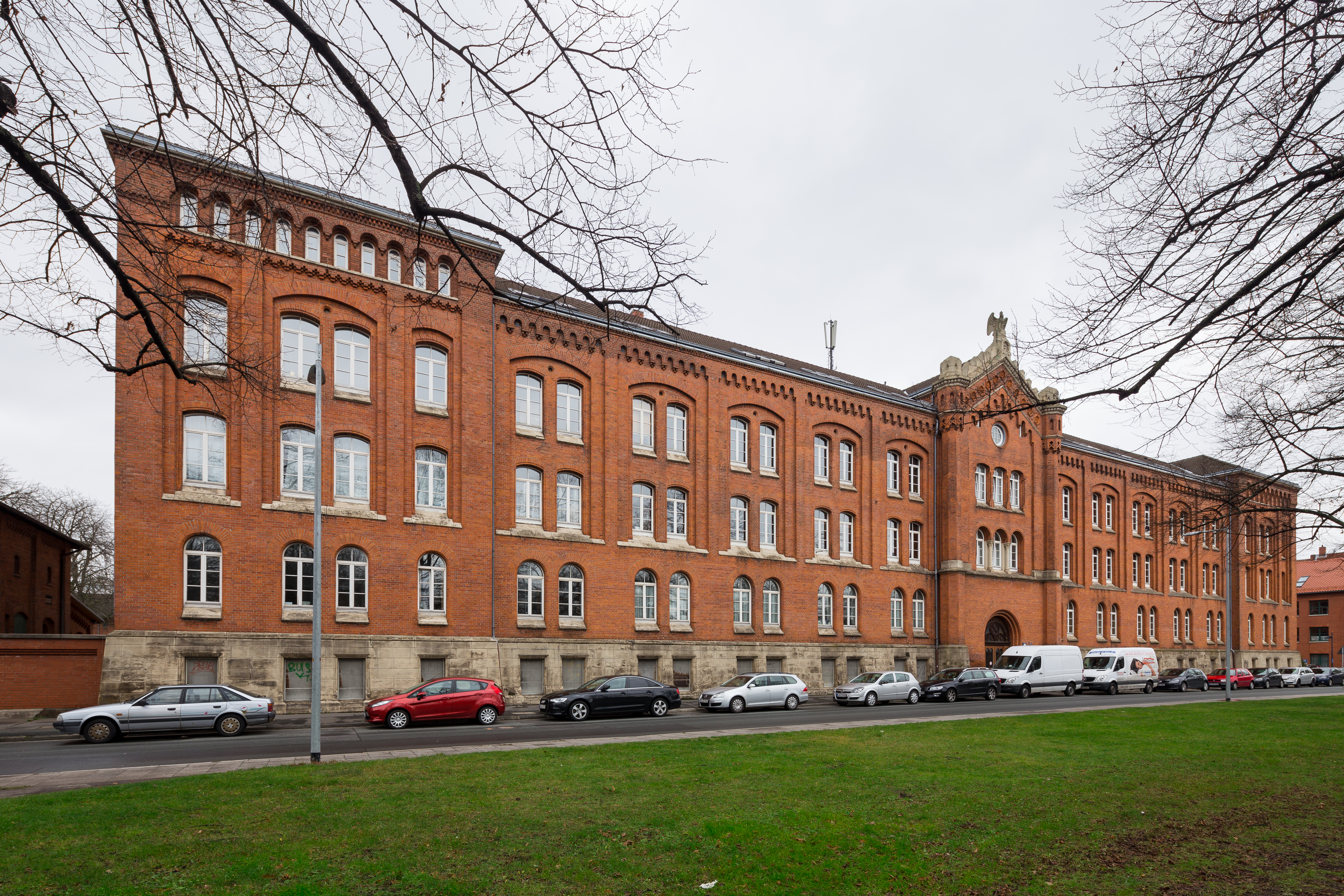
Früheres Kasernengebäude, heute Polizeigebäude
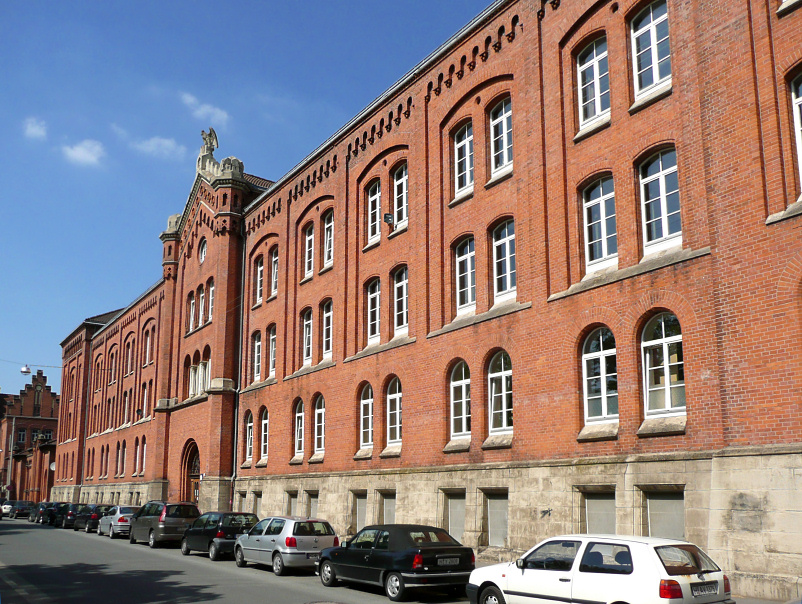
Polizeigebäude
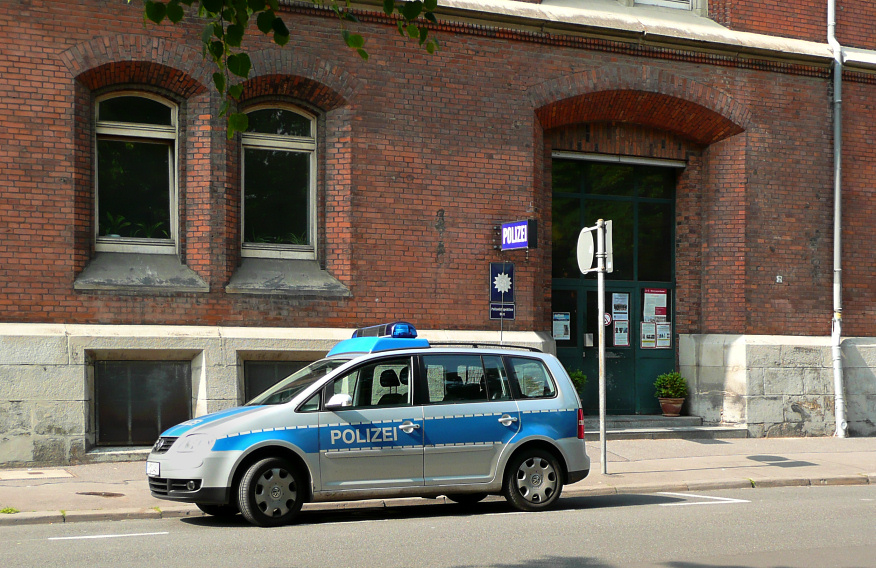
Polizeirevier
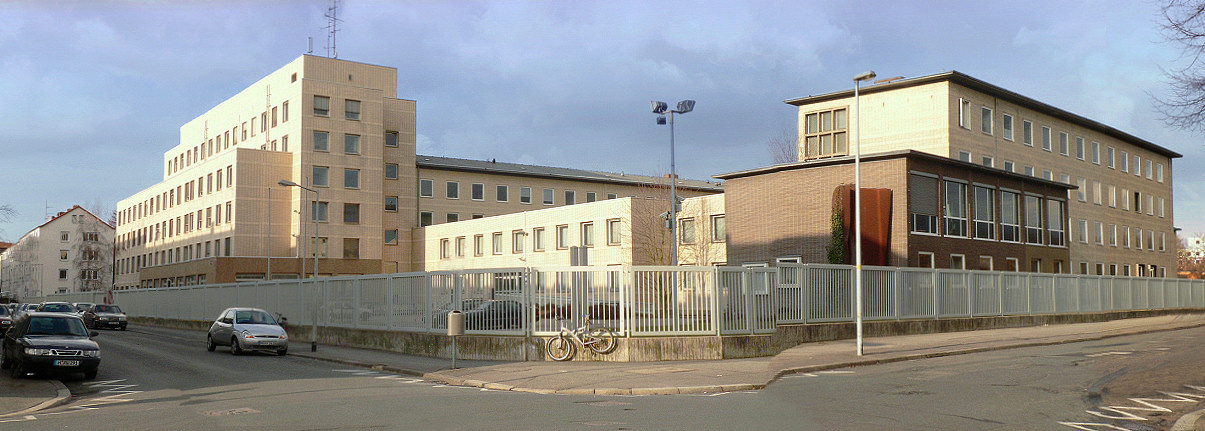
Früherer Hauptsitz des Landeskriminalamtes  Niedersachsen